# Изодапана
Изодапана (грч. isos - једнак) је линија која на географској карти спаја тачке са истим износом трошкова транспорта робе из једне тачке у другу. Ове изолиније су нарочито значајне за индустријску производњу, јер приказују најрентабилније правце којима се треба кретати да би се постигла максимална уштеда и повећао профит саме продукције. 
Линија до које цене радне снаге компезују трошкове превоза назива се „критична изодапана“. Унутар ње се може маневрисати без губитака, а изван ње је губитак неминован.
Овај појам у науку увео је Макс Вебер.